# Mikia tepens
Mikia tepens är en tvåvingeart som först beskrevs av Walker 1849.  Mikia tepens ingår i släktet Mikia och familjen parasitflugor. Inga underarter finns listade i Catalogue of Life.